# Максим (Рудько)
Епи́скоп Макси́м (греч. Επίσκοπος Μάξιμος, в миру Рома́н Влади́мирович Рудько́, укр. Роман Володимирович Рудько; род. 25 июля 1983, Львов) — архиерей Константинопольской православной церкви, епископ Аристийский (с 2024), викарий Австрийской митрополии.

## Биография
Родился 25 июля 1983 года во Львове в семье Владимира и Нины Рудько.
Среднее образование получил в родном городе. Окончил Львовскую духовную семинарию. Окончил богословскую школу Аристотелевского университета в Салониках. В том же университете окончил магистратуру. Несколько лет жил там в ставропигиальном монастыре Влатадон. С ноября 2017 года служил в Австрийской митрополии.
23 февраля 2018 года в Троицком кафедральном соборе в Вене пострижен в монашество (малую схиму) митрополитом Австрийским Арсением (Кардамакисом) с наречением имени Максим в честь Максима Исповедника и митрополита Киевского Максима.
25 февраля 2018 года там же и тем же иерархом был хиротонисан во иеродиакона. Служил архидиаконом Австрийской митрополии.
10 ноября 2023 года в Троицком кафедральном соборе в Вене митрополитом Австрийским Арсением был хиротонисан во иеромонаха и возведён в достоинство архимандрита. В тот же день стал протосинкеллом Австрийской митрополии и ответственным за украиноязычную паству.
29 августа 2024 года Священным синодом Константинопольского патриархата был избран для рукоположения в сан епископа Аристийского, викария Австрийской митрополии.
10 ноября 2024 года в Троицком кафедральном соборе Вены состоялась его архиерейская хиротония, которую возглавил митрополит Австрийский Арсений (Кардамакис).